# Рейн-Хунсрюк
Рейн-Хунсрюк (нем. Rhein-Hunsrück) — район в Германии. Центр района — город Зиммерн. Район входит в землю Рейнланд-Пфальц. Занимает площадь 963,10 км². Население — 106 004 чел. Плотность населения — 110 человек/км².
Официальный код района — 07 1 40.
Район подразделяется на 134 общины.

## Города и общины
1. Боппард (16 372)

Управление Эммельсхаузен
1. Баденхард (152)
2. Бойлих (524)
3. Биккенбах (340)
4. Биркхайм (143)
5. Дёрт (526)
6. Эммельсхаузен (4 875)
7. Гондерсхаузен (1 277)
8. Хальзенбах (1 311)
9. Хаусбай (202)
10. Хунгенрот (247)
11. Карбах (561)
12. Кратценбург (380)
13. Лайнинген (791)
14. Лингерхан (485)
15. Майсборн (132)
16. Мермут (300)
17. Морсхаузен (384)
18. Мюльпфад (68)
19. Ней (382)
20. Нидерт (138)
21. Норат (444)
22. Пфальцфельд (597)
23. Тёрлинген (142)
24. Утценхайн (131)

Управление Кастеллаун
1. Альтеркюльц (449)
2. Белль (1 502)
3. Бельтайм (2 045)
4. Браунсхорн (610)
5. Бух (947)
6. Доммерсхаузен (1 171)
7. Гёденрот (480)
8. Хассельбах (191)
9. Хольних (278)
10. Кастеллаун (5 259)
11. Корвайлер (91)
12. Мастерсхаузен (1 151)
13. Михельбах (179)
14. Рот (244)
15. Шпезенрот (168)
16. Улер (402)

Управление Кирхберг
1. Беренбах (465)
2. Бельг (141)
3. Бюхенбойрен (1 662)
4. Диккеншид (746)
5. Дилль (215)
6. Диллендорф (617)
7. Гельвайлер (251)
8. Гемюнден (1 313)
9. Хан (168)
10. Хеккен (130)
11. Хайнценбах (420)
12. Хенау (178)
13. Хиршфельд (345)
14. Каппель (506)
15. Кирхберг (3 803)
16. Клуденбах (106)
17. Лауферсвайлер (850)
18. Лаутценхаузен (389)
19. Линденшид (211)
20. Майцборн (141)
21. Метценхаузен (135)
22. Нидер-Костенц (225)
23. Нидерзорен (447)
24. Нидервайлер (422)
25. Обер-Костенц (283)
26. Раферсбойрен (159)
27. Реккерсхаузен (373)
28. Рёдельхаузен (174)
29. Рёдерн (213)
30. Рорбах (209)
31. Шлиршид (194)
32. Шварцен (155)
33. Зорен (3 460)
34. Зоршид (102)
35. Тоденрот (86)
36. Унценберг (434)
37. Валенау (236)
38. Вомрат (227)
39. Воппенрот (292)
40. Вюррих (164)

Управление Рейнбёллен
1. Аргенталь (1 641)
2. Бенцвайлер (213)
3. Дихтельбах (690)
4. Эллерн (865)
5. Эрбах (241)
6. Киссельбах (590)
7. Либсхаузен (521)
8. Мёршбах (369)
9. Рейнбёллен (4 078)
10. Рисвайлер (727)
11. Шнорбах (232)
12. Штайнбах (121)

Управление Санкт-Гоар-Обервезель
1. Дамшайд (682)
2. Лаудерт (423)
3. Нидербург (712)
4. Обервезель (3 508)
5. Першайд (393)
6. Санкт-Гоар (3 024)
7. Урбар (807)
8. Вибельсхайм (495)

Управление Зиммерн
1. Альтвайдельбах (252)
2. Бельгвайлер (219)
3. Бергенхаузен (132)
4. Биберн (351)
5. Бубах (286)
6. Буденбах (182)
7. Фронхофен (207)
8. Хольцбах (558)
9. Хорн (356)
10. Кайдельхайм (302)
11. Клостеркумбд (276)
12. Кюльц (492)
13. Кюмбдхен (494)
14. Лаубах (469)
15. Менгершид (800)
16. Муттершид (508)
17. Нанхаузен (521)
18. Нойеркирх (304)
19. Нидеркумбд (303)
20. Ольвайлер (331)
21. Оппертсхаузен (127)
22. Плайценхаузен (270)
23. Рафенгирсбург (508)
24. Райершид (110)
25. Райх (372)
26. Ригенрот (197)
27. Заргенрот (495)
28. Шёнборн (266)
29. Зиммерн (7 844)
30. Тифенбах (792)
31. Вальбах (154)
32. Вюшхайм (321)